# 舒梅克角
舒梅克角（英語：Shoemaker Point），是南極洲的海岬，位於南喬治亞群島的伯德島南部，處於喬丹灣以東0.8公里，在1963年由英國南極名稱諮詢委員會命名，由英國海外領土管轄。